# Psammopsyllus longipes
Psammopsyllus longipes is een eenoogkreeftjessoort uit de familie van de Leptopontiidae. De wetenschappelijke naam van de soort is voor het eerst geldig gepubliceerd in 1986 door Cottarelli, Puccetti & Saporito.